# Abdurrahman Abdi Pascha

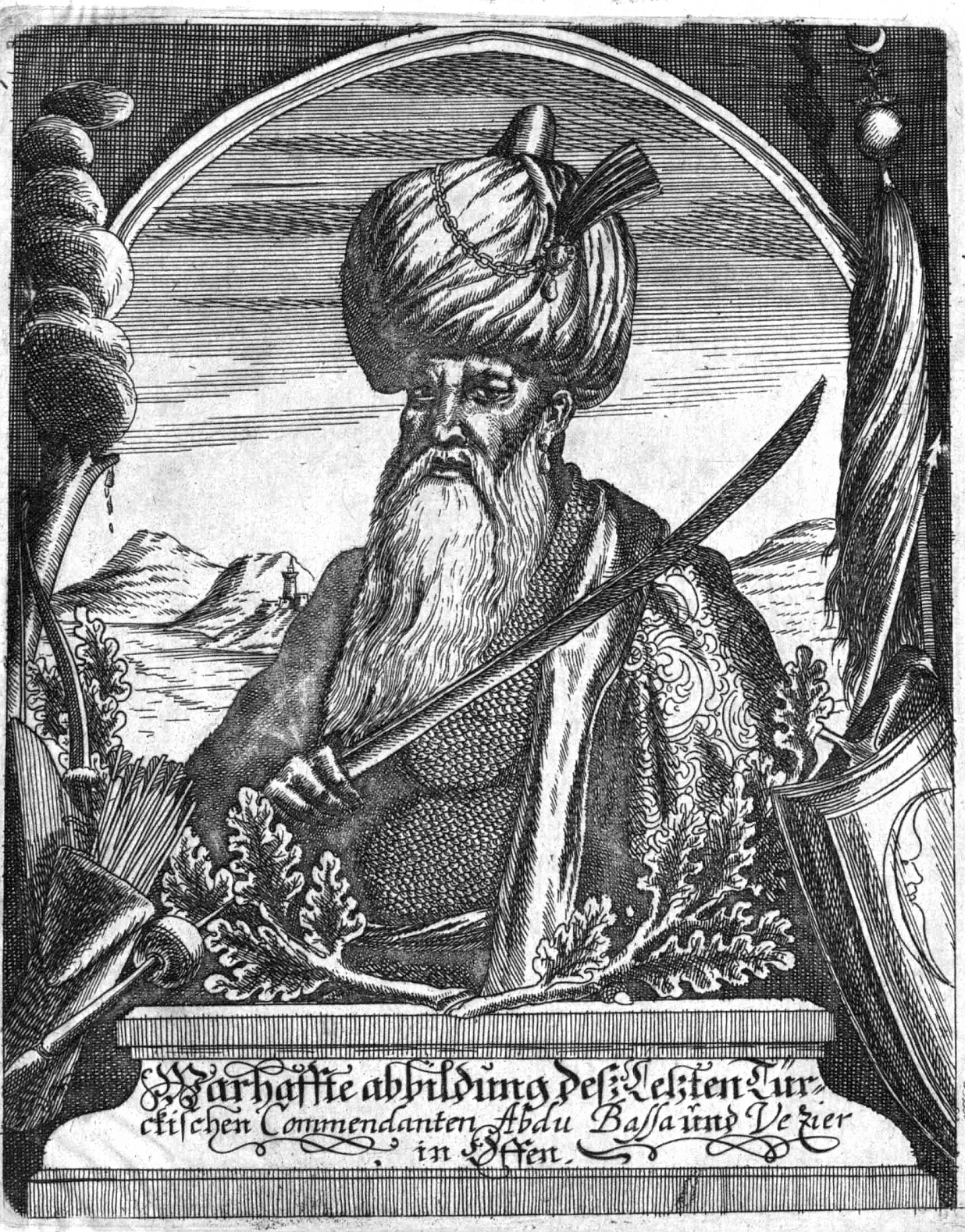
Abdurrahman Abdi Pascha, Osmanischer Verteidiger der Festung Ofen

Abdurrahman Abdi Pascha (* unbekannt; † 2. September 1686), türkisch: Arnavut Abdurrahman Abdi Paşa, war ein hoher osmanischer Militärbefehlshaber und Würdenträger albanischer Herkunft. Als letzter Beglerbeg (Großstatthalter) von Ofen fiel er bei der Erstürmung der Festung am 2. September 1686.

## Herkunft und Name
Geburtsdatum und Geburtsort von Abdurrahman Pascha sind unbekannt. Da er bei seinem Tod über 80 Jahre – manche Quellen sagen über 70 Jahre – alt gewesen sein soll, dürfte er im ersten Jahrzehnt des 17. Jahrhunderts geboren sein. Nach osmanischen Quellen war Abdurrahman „arnavut“, also albanischer Herkunft. Da es in Albanien auch damals eine christliche Minderheit gab, muss er nicht von Geburt an Muslim gewesen sein, sondern könnte dies im Rahmen der Knabenlese (devşirme) geworden sein. Junge christliche Männer, die zum Islam bekehrt wurden und eine strenge Erziehung und militärische Ausbildung genossen, bildeten im osmanischen Reich das Personalreservoir für die sultanische Elitetruppe der Janitscharen und für die höchsten militärischen Ränge.
Laut Evliya Çelebi hat Abdurrahman Pascha im mittelalbanischen Städtchen Peqin (türkisch Peklin) zahlreiche Gotteshäuser und öffentliche Bauten gestiftet. Die große Moschee von Peqin, von der heute noch Reste erhalten sind, wurde von ihm errichtet.
Der arabische Namen Abdurrahman bedeutet „Diener des Barmherzigen“, wobei „rahman“, der Barmherzige, einer der 99 Beinamen Gottes im Islam ist. Die mit „abd“ (Diener/Sklave) beginnenden Namen wurden häufig zum Islam konvertierten Männern als Vatersnamen gegeben. Abdi ist die Koseform all dieser Namen.

## Legendenbildung
Im deutschen Sprachraum hielt sich hartnäckig die Behauptung, Abdurrahman sei ein konvertierter Schweizer gewesen. Ausgangspunkt dafür war die Erzählung „Le Bacha de Bude“, die 1765 in der französischsprachigen Schweiz ohne Angabe des Autors publiziert wurde. Auf dieser Basis schuf der in die Schweiz eingewanderte Magdeburger Heinrich Zschokke 1811 seine Novelle „Der Pascha von Buda“. Darin ist der Verteidiger von Ofen ein Schweizer Militär namens Cugny, der in türkische Gefangenschaft geriet und zum Islam bekehrt wurde. Der Schriftsteller Theodor Fontane erklärte dann ca. 60 Jahre später in einer geschichtlichen Betrachtung zum Leben von Hans Adam von Schöning, der Befehlshaber der brandenburgischen Truppen vor Ofen war, Abdurrahman sei ein gebürtiger Schweizer mit Namen Coigny gewesen: „Schon während der Belagerung war er von einem in die Stadt geschickten Parlamentäroffizier namens Wattenwyl als Landsmann erkannt worden.“ Und in „Die Sirene“, Massenzeitschrift und Organ des Reichsluftschutzbundes, berichtet 1936 der seinerzeit bekannte Militärhistoriker Martin Lezius aus Anlass des 250. Jahrestages des Falls von Ofen von „Abdurahman Bassa, einem Renegaten aus der französischen Schweiz namens Cugny“.
„Ohne Zweifel kein Schweizer“ ist Abdurrahman Pascha für den Historiker und Turkologen Josef Matuz, der 1987 einen Artikel über das Leben des letzten Verteidigers der Festung Ofen publizierte.

## Laufbahn
Abdurrahman erreichte höchste militärische und administrative Positionen im osmanischen Reich, indem er sich bei den Janitscharen durch die subalternen Ränge stufenweise hochdiente, bis er schließlich am 2. Mai 1669 deren Oberkommandierender wurde. Erfahrungen im Festungskampf konnte er bei der Belagerung von Candia (Heraklion) sammeln, das die Venezianer 1669 aufgeben mussten. Am 6. Februar 1671 wurde ihm – nicht zuletzt für Verdienste bei der Befriedung meuternder Truppen auf Kreta – der Titel Wesir verliehen. 1672 führte er bei der Eroberung der podolnischen Burg Kamieniec die Janitscharen an, ebenso 1674 während des Ukraine-Feldzugs seines Dienstherren, Sultan Mehmed IV. Unter Beibehaltung der Wesirswürde wurde Abdurrahman in der Folgezeit mehrfach als Beglerbeg in verschiedenen Großprovinzen (Eyalets) eingesetzt – am 25. Juni 1674 erstmals in Bagdad, das von den Safawiden bedroht war. Am 11. Mai 1676 wurde er Beglerbeg des revoltierenden Ägypten. Unklar ist, warum er im Sommer 1680 dieses Amtes enthoben wurde – er war damals allerdings bereits über 75 Jahre alt, so dass sein Alter der Grund gewesen sein könnte. Am 24. Mai 1681 zum Beglerbeg von Bosnien ernannt, nahm er 1682 an den Kämpfen in Ungarn teil. Am 12. Oktober 1682 wurde er mit der Verteidigung von Kamieniec beauftragt und dann am 20. Dezember 1683 an die Hohe Pforte berufen.

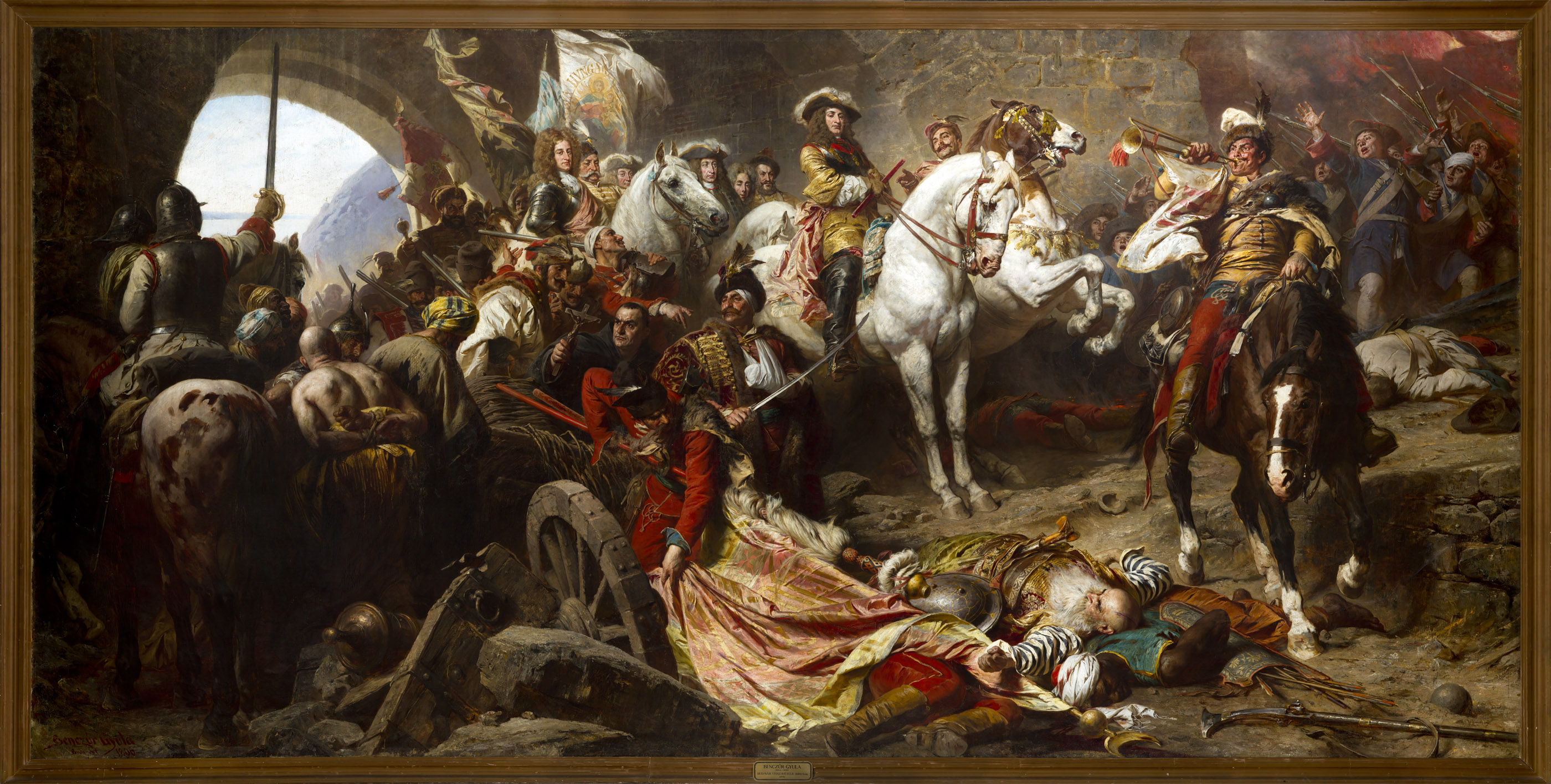
Abdurrahman Abdi Pascha, Tod in der Bresche von Ofen

Ende November 1684 erfolgte Abdurrahmans erste Ernennung zum Beglerbeg des von den Truppen des Heiligen Römischen Reiches und seiner Verbündeten bedrohten Ofen. Im Winter 1685 wurde er Oberbefehlshaber in Ungarn und – eventuell um seine Versorgung aus einer ruhigeren Region sicherzustellen – Beglerbeg im weit entfernten Aleppo. Den Posten des Beglerbegs von Ofen musste er abgeben, jedoch schon am 20. Dezember 1685 änderte die Hohe Pforte ihren Entscheid. Abdurrahman gab den Oberbefehl in Ungarn ab und wurde wieder Beglerbeg von Ofen. Trotz der im Folgejahr immer aussichtsloser werdenden Lage von Ofen lehnte er eine Übergabe der Festung an die christlichen Belagerer ab und kam beim Fall von Ofen am 2. September 1686 zu Tode.

## Würdigung

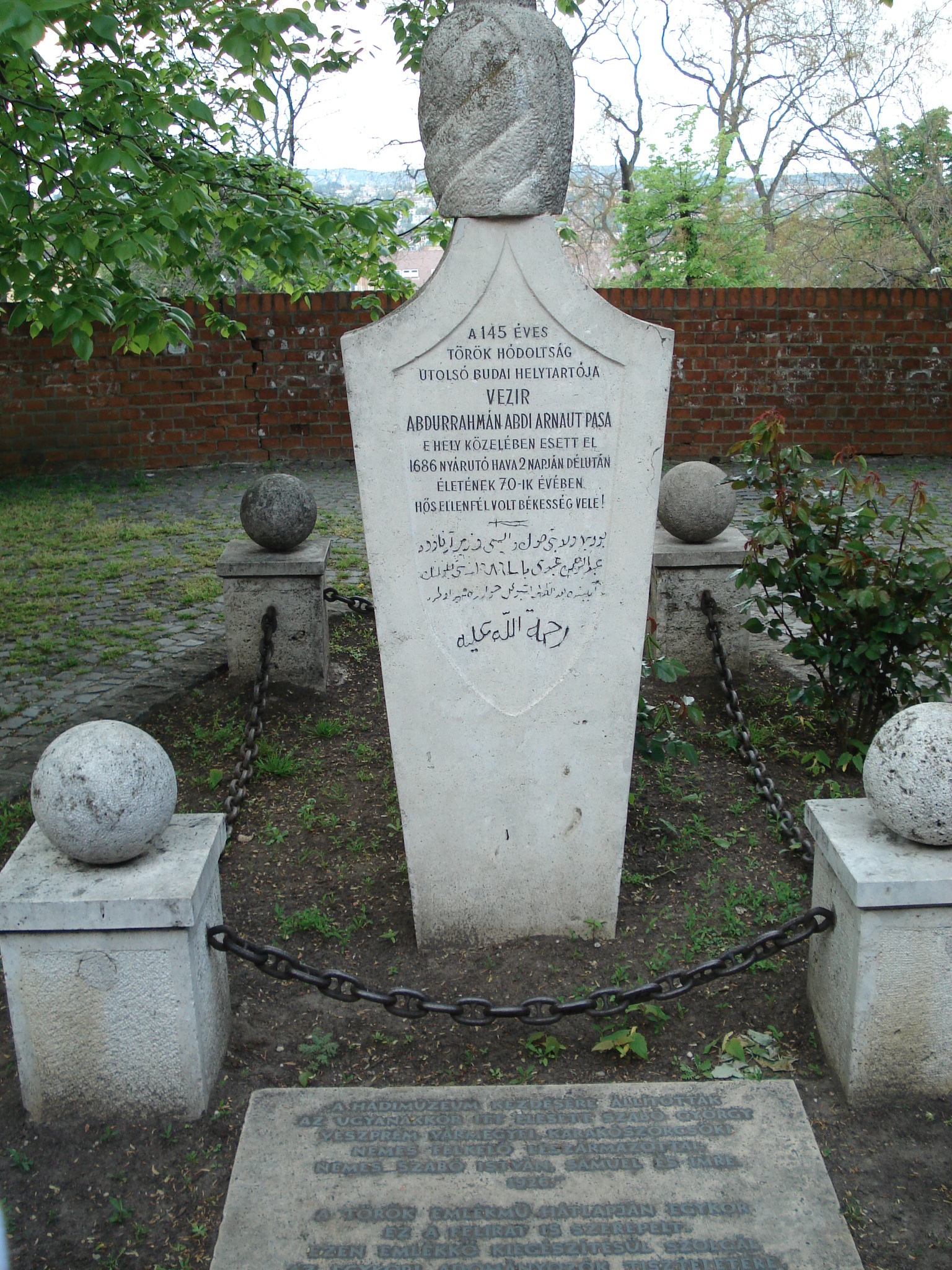
Abdurrahman Abdi Pascha, Grabmal auf der Anjou-Schanze der Festung Ofen

Im Osmanischen Reich galt Abdurrahman als großmütig und tapfer. Berichtet wird auch über seine freidenkerischen Tendenzen, seine Freude am Alkoholgenuss und seine Neigung zum Sufismus, der islamischen Mystik. Der Rand seines persönlichen Siegels, das er in seiner Bagdader Zeit schneiden ließ, trägt folgenden Text:

„O Freund Gottes, (ich beschwöre dich) beim Gottesrausch:

Mögest Du mir 3 (sic!) Dinge immerdar senden:

Wissen, Betätigung, Freigebigkeit,

Glauben, Sicherheit und Gesundheit.“

Ein bescheidenes Grabmal für den letzten Verteidiger der Festung Ofen steht seit 1936 auf der Anjou-Bastion des Budapester Burgviertels. Die Inschriften auf Ungarisch und osmanisch sagen: „Er war ein tapferer Held.“
Dass Abdurrahman seinen „Heldentod“ in der Bresche der Festung Ofen nicht anstrebte, zeigt seine Korrespondenz mit dem christlichen Gegner, die ein zaghaftes Ausstrecken von Friedensfühlern widerspiegelt. Der Adressat seines Schreibens vom 8. September 1685 ist Markgraf Herrmann von Baden, Feldmarschall und Hofkriegsrats-Präsident des österreichischen Kaisers Leopold I. Der Text lautet wie folgt:

„Erlauchter von den Fürsten der Christenheit und Hochangesehener von den Großen der Jesu-Gemeinde,
aufrichtige Freundschaft wie es von Euch, unserm Freunde, erhofft wird, so haben wir, dieser Euer Freund, in freundnachbarlicher Gesinnung den Freundschaftsbrief abgefaßt. Möge man nicht die Betätigung der Freundschaft durch einen freundschaftlichen Brief auch von Eurer Seite unterlassen. Im übrigen schließen wir (eigentlich: wurde geschlossen) mit Friedensgruß, Freundschaft und Liebe.
Abgefaßt am 9. Schewal 1094 = 8. September 1685 im Lager des wohlbehüteten Ofen.“

Das osmanische Schreiben trägt die Tugra und das Privatsiegel des letzten Beglerbegs von Ofen.
Der Markgraf antwortete höflich aber zurückhaltend und forderte der Kriegslage entsprechende Vorschläge, wenn sie dem Kaiser vorgelegt werden sollen. Nach all den Jahren großen Türkenschreckens in Europa hatte die Schlacht am Kahlenberg das Blatt gewendet, und die christlichen Heere kannten keine Barmherzigkeit mit dem „Diener des Barmherzigen“. Sie richteten in Ofen ein schreckliches Blutbad an Soldaten und Zivilisten an.